# Have You Ever Seen the Rain?
Have You Ever Seen the Rain? è un brano musicale dei Creedence Clearwater Revival, scritto da John Fogerty e pubblicato nel 1970 nell'album Pendulum, con l'etichetta discografica Fantasy e nel 45 giri Have You Ever Seen the Rain?/Hey Tonight. La canzone ha raggiunto la prima posizione in classifica in Canada nella classifica RPM dei 100 brani nazionali nel mese di marzo 1971. Nello stesso anno negli USA ha raggiunto l'ottava posizione nella classifica dei singoli della Billboard Hot 100, mentre sulla classifica pop di Cash Box arrivò al terzo posto. Nella classifica della Billboard ci fu anche il brano del lato b "Hey Tonight". Nel Regno Unito raggiunse la trentaseiesima posizione.

## Significato del testo
Ci furono diverse interpretazioni sul testo della canzone: secondo alcuni avrebbe fatto riferimento alla guerra del Vietnam, con la "pioggia" metafora delle bombe provenienti dal cielo.
Tuttavia, lo stesso Fogerty durante un concerto, aveva dichiarato che la canzone era dedicata alla figlia, che era "l'arcobaleno" della sua vita. In seguito aveva affermato in un'altra intervista che il brano trattava della crescente tensione che si era creata all'interno dei CCR, determinata dall'imminente partenza di suo fratello Tom dalla band.

## Nella cultura comune
- Nel film Philadelphia si sente la canzone durante la scena nel bar in cui il personaggio interpretato da Denzel Washington risponde agli scherni omofobici da parte di alcuni colleghi.
- Il brano è presente nella colonna sonora dei film L'altra sporca ultima meta e Fortunata.
- "Have You Ever Seen the Rain?" fu riprodotta per intero al termine del primo episodio della serie televisiva Cold Case - Delitti irrisolti.
- La canzone si può ascoltare anche in un episodio della prima stagione di Dexter.
- È presente nella sequenza d'apertura del film Un'impresa da Dio.
- Si può ascoltare nell'episodio 10x20 ("Unending")[9], ultima puntata della serie Stargate SG1, sequel televisivo del film Stargate.
- Fu anche motivo conduttore in uno spot pubblicitario della Fiat "Regata".
- È presente anche nella finale di stagione di “Big Little Lies”.
- È presente anche nel telefilm della serie N.C.I.S. - Schegge di memoria.
- La canzone viene citata nel manga "20th century boys" di Naoki Urasawa.